# Schlecker
Schlecker était une entreprise allemande et une enseigne de drogueries. Elle a eu jusqu'à 52 000 employés répartis entre l'Allemagne, l'Autriche, la République tchèque, le Luxembourg, la Hongrie, la Pologne, la France, l'Espagne et l'Italie. Elle s'est déclaré en faillite, le 1er février 2012. 
Le directeur général de l'entreprise était Thorben Rusch et le directeur financier était Sami Sagur,.
En Allemagne, elle avait pour principaux concurrents Dm-Drogerie Markt et Rossmann.
En France, Système U a repris toutes les succursales Schlecker en 2012, puis en a revendu la majorité.
En Espagne, l'enseigne Schlecker fut rachetée par le groupe Dia en 2013, qui remplaça les magasins Schlecker par l'enseigne Clarel.